# مارسیو دی سوزا گرگوریو جونیور
مارسیو دی سوزا گرگوریو جونیور (به پرتغالی: Marcio de Souza Gregório Júnior) هافبک اهل برزیل است که در شهر Volta Redonda، ایالت ریو د ژانیرو و در تاریخ ۱۴ مهٔ ۱۹۸۶ به دنیا آمده‌است.
مارسیو دی سوزا گرگوریو جونیور در تیم‌های فوتبال Volta Redonda سابقهٔ حضور دارد.